# Colmenar de Oreja
Colmenar de Oreja er en by og kommune i det centrale Spanien i Madrid-regionen. Den har et indbyggertal på 8.888 (2024) indbyggere.